# Gesto della vagina

Iconografia del gesto della vagina

Il gesto della vagina o segno della vagina è un gesto praticato con due mani aperte con tutte le dita distese, toccando i rispettivi indici e pollici della mano ponendoli a "L" e formando una sorta di rombo, che rappresenta in modo stilizzato la vulva di una donna. Un altro modo e variante per fare taluno gesto è quello di sovrapporre i pollici o allinearli in modo tangente tra di loro e formando idealmente con gli indici una specie di triangolo. Simboleggia un simbolo femminista che le donne usano nelle manifestazioni

## Storia
Questo gesto è divenuto popolare negli anni settanta durante le dimostrazioni femministe e le manifestazioni per il movimento di liberazione della donna. L'origine del simbolo non è certa, ma tale simbolo fu usato per la prima volta da Giovanna Pala a Parigi nel 1971 durante un convegno che trattava in modo evocativo la violenza sulle donne. Tra gli spettatori la giovane femminista si levò dal pubblico e fece questo gesto in segno di protesta, dichiarando di averlo visto per la prima volta sulla copertina di una rivista femminista francese chiamata Le torchon brûle. La diffusione avvenne da prima in Francia ed Europa, per poi coinvolgerne l'uso anche in Nord America. Esso venne utilizzato per simboleggiare lo scardinamento dell'organo sessuale come tabù e come mero strumento per la riproduzione umana. Il gesto nei seguenti decenni è caduto in disuso.